# Dmosin
Dmosin è un comune rurale polacco del distretto di Brzeziny, nel voivodato di Łódź.
Ricopre una superficie di 100,53 km² e nel 2004 contava 4 725 abitanti.